# جاي أ. جي. روبرتس
جاي أ. جي. روبرتس (بالإنجليزية: J. A. G. Roberts)‏ هو مؤرخ بريطاني، ولد في 1935.